# Маха Чакри (яхта/плавбаза подводных лодок)
«Маха Чакри» — корабль военно-морских сил Сиама (с 1939 — Таиланд). Построен в Японии на верфи «Кавасаки» с использованием механизмов одноимённого крейсера. Служил королевской яхтой до 1938 года, после чего был переоборудован в плавбазу подводных лодок Anthong, технические характеристики при этом изменились мало. Повреждён у Саттахипа 1 июня 1945 года при налёте американских тяжёлых бомбардировщиков B-24 «Либерэйтор».